# Marc Et Claude
Marc Et Claude – projekt muzyczny, w którego skład wchodzi Marc Romboy oraz Klaus Derischs.
Obydwoje pochodzą Mönchengladbach w Niemczech i są właścicielami wytwórni płytowych Alphabet City wraz ze wszystkimi jej oddziałami: Go For It, Le Petit Prince i School. W prowadzonych przez nich labelach swoje płyty wydawali takie osobistości na rynku muzyki trance, dance jak Ferry Corsten, Patrick Lindsey, Emmanuel Top, Future Breeze czy Torsten Stenzel. W 1993 r. postanowili wyjść z cienia własnej wytwórni i spróbować swoich sił w charakterze producentów muzycznych. Wtedy też wydali swój pierwszy utwór „Toulouse”, który znalazł się na kompilacji „Le Petit Prine”. Z powodu natłoku zajęć artyści zrobili sobie trzyletnią przerwę. W tym okresie poznali wiele osobistości, takich jak właściciela wytwórni Important Records Jürgen Driessen, który na swoim koncie ma opiekę nad takimi projektami jak: Harthouse, No Respect czy Plastic City. Marc, Klaus i Jürgen rozpoczęli wspólną pracę i nie trzeba było długo czekać na ukazanie się kawałka „La” w 1997 r. Ten utwór stał się czołowym hitem niemieckiej listy przebojów dance (DDC) i wtedy uwagę na nich zwrócił Kevin Robinson, który dodał go do swojej kompilacji „Additional” wydanej w Wielkiej Brytanii. W niedalekiej przyszłości Ferry Rosten, DJ Taucher i Jaspa Jones (Blank&Jones) zajęli się remixowaniem tego utworu co sprawiło, iż stał się jednym z największych hitów UK Club Hits 1999. Singel osiągnął 25. lokatę pod względem liczby sprzedanych egzemplarzy w Wielkiej Brytanii co sprawiło, iż panowie na nowo zaczęli wierzyć w swoje możliwości i mieli wiele sił do dalszej pracy w wytwórni. Wypromowali takie osobistości jak Freunde Ralph Fridge (Angel), John Johnson (Impact), Kay Cee (Escape) czy Robert Smit (Starparty). W 1999 r. otworzyli przedstawicielstwo swojej wytwórni w Wielkiej Brytanii prowadzone przez Johna Johnsona, który wraz z Hardym Hellerem Darkiem Moonem i Ferrym Corstenem zremixował kolejny hit Marc Et Claude „I Need Your Lovin’ (Like The Sunshine)”. Singel ten był największym sukcesem Marc Et Claude, ponieważ uplasował się na 12 miejscu w Wielkiej Brytanii pod względem sprzedaży.